# Katy Rose
Kathryn Rosemary Bullard (Redondo Beach, California; 27 de enero de 1987), conocida como Katy Rose, es una cantautora, productora y actriz norteamericana. Su estilo musical varía desde el indie rock, electro pop, grunge, pop, música lounge e incluso tecno.
A los 16 años, comenzó a trabajar en su álbum debut "Because I Can" para V2 Records. El 27 de enero de 2004, Because I Can fue lanzado junto con su primer sencillo "Overdrive". El disco solo tuvo dos sencillos, "Overdrive" y "I Like". Rose también apareció en dos bandas sonoras exitosas, Mean Girls y Thirteen.
Después de dejar la discográfica V2 Records su segundo álbum, "Candy Eyed" fue lanzado después de más de 3 años de su álbum debut, y en una discográfica independiente River Jones Music. Finalizando el 2007, Katy abandona la discográfica y deja que sus admiradores sepan a través de su página en myspace que ha firmado con una discográfica japonesa para distribuir su tercer disco “Tangled but True” el cual se esperaba que fuera lanzado en el 2008, pero no sucedió. Junto con Tangled but True, Rose prometió lanzar otro álbum en el 2009.

## Biografía
Kathryn Rosemary Bullard nació el 27 de enero de 1987 en Redondo Bech, luego se mudó a Tarzana, California. Su casa en Tarzana fue la casa utilizada en el show de televisión, "Mister Ed" de los años 50. La hija del tecladista Kim Bullard quién fue músico en bandas como Poco y Kant Tori Read, ella fue con su padre cuando él estuvo de gira con Crosby, Stills & Nash y The Grateful Dead. 
Rose escribió las letras para “Because I Can” desde la edad de trece a quince años, las letras tratan sobre los problemas que enfrentó mientras crecía. Salir a fiestas e ir a conciertos a temprana edad introdujo a Katy al sexo y drogas prematuramente, experimentando cosas que la guiaron a un camino de autodestrucción más tarde. 
Katy desarrolló anorexia a los 12 años, ha lidiado con la depresión su vida entera y tuvo una seria adicción a la cocaína y crack en su adolescencia. Estuvo en rehabilitación tres veces antes de los 18 años. Sus letras tienen un estilo poético y muy personal, con temas sobre la adicción a la droga, depresión, auto-aborrecimiento y autodestrucción.
Katy Rose se comprometió en diciembre de 2007, y se casó con Yariv Sponko, un fotógrafo, artista y cineasta el 23 de agosto de 2008.

## Carrera musical
La banda sonora para la película dramática "Thirteen" de 2003 incluye una de las primeras grabaciones de Rose “Lemon”, la cual escribió después de haber leído un artículo sobre la película. “Overdrive” también aparece en la comedia “Mean Girls” de 2004.
Su álbum debut, “Because I Can” fue lanzado en Estados Unidos en su cumpleaños 17. Incluyó los sencillos “Overdrive” y  “I Like”. El álbum alcanzó el n.º 1 en Japón,  África del Sur y Francia, y fue muy exitoso en el Reino Unido.
"Because I Can" recibió muy buenas críticas, Rose toco casi todos los instrumentos de este álbum, otras tres canciones fueron programadas para que pertenecieran a este álbum pero por razones desconocidas no formaron parte del álbum. Dos singles fueron lanzados para la promoción del álbum el cual el principal fue "Overdrive" fue el sencillo principal, tuvo buen desempeño en los charts logrando ingresar a listas de diferentes países y además formó parte de bandas sonoras de películas exitosas, Overdrive tuvo un lado b el cual fue "Lemon" una canción de las más conocidas de Rose que habla acerca de lo difícil que es enfrentar problemas alimenticios y de lo mortal que es la Anorexia y la bulimia. El segundo y último sencillo del álbum fue "I Like" que fue un fracaso comercial, tal vez esto se debió a que Rose se separó de V2 Records por diferencias artísticas y hubo poca promoción en el sencillo. Rose se separó de la discografía después de su álbum debut para tener más control en sus próximos álbumes.
Después de mucho tiempo sin saber de ella, y un largo descanso de tres años Rose ya tenía 70 escritas y en 2007 publica su segundo álbum de estudio titulado "Candy Eyed", Este álbum tuvo un sonido más electrónico y bailable que su álbum anterior y fue lanzado a través de su cuenta de Myspace, su promoción fue prácticamente nula.
Rose lanzó su segundo álbum “Candy Eyed”,  el 4 de junio de 2007. También declaró que lanzaría 3 álbumes cerca del siguiente año.
El tercer álbum de Rose, “Tangled But True” está previsto para ser lanzado en 2009 en una discográfica japonesa, actualmente en su cuarto álbum con el productor Justin Gray.

## Discografía

### Álbumes
| 2004                                     | Because I Can - Fecha de Lanzamiento: 17 de enero de 2004 - Discográfica: V2 Records - Formato: CD                  | 34 | 40 | - Japan: 29,330 |
| 2007                                     | Candy Eyed - Fecha de Lanzamiento: 4 de junio de 2007 - Discográfica: River Jones Music - Formato: Descarga digital | —  | —  |                 |
| "—" álbum no editado o no entró en lista | |    |    |                 |

### Sencillos
- "Overdrive" (2004)
- "I Like" (2004)

### Canciones no lanzadas
- Keeping It Together (European Bonus Track)
- License To Thrill (Banda sonora "Going the Distance")
- Lullabye (Japanese Bonus Track)
- Mermaid Jane
- Kisses In A Box